# Stazione di Hitachino-Ushiku
La stazione di Hitachino-Ushiku (ひたち野うしく駅?, Hitachino-Ushiku-eki) è una stazione ferroviaria situata nell'omonima città della prefettura di Ibaraki, servita dalla linea Jōban della JR East. Dista 54,5 km dal capolinea ferroviario di Nippori.

## Linee
JR East
■ Linea Jōban

## Struttura
La stazione è dotata di due marciapiedi a isola con quattro binari passanti in superficie. Le banchine sono collegate al fabbricato viaggiatori, realizzato a ponte sopra il piano del ferro, da scale fisse, mobili e ascensori. L'illuminazione delle banchine è realizzata a LED per il risparmio energetico.
| 1-2 | ■ Linea Jōban | per Abiko, Kashiwa, Matsudo e Ueno           |
| 3-4 | ■ Linea Jōban | per Tsuchiura, Ishioka, Tomobe, Mito e Iwaki |

## Stazioni adiacenti
| «           | Servizio    | »           |
| Linea Jōban | Linea Jōban | Linea Jōban |
| ----------- | ----------- | ----------- |
| Ushiku      | Locale      | Arakawaoki  |